# Benzophenonoxim
Benzophenonoxim ist eine organische Verbindung aus der Gruppe der Oxime. Es leitet sich von Benzophenon ab.

## Herstellung
Benzophenonoxim kann aus Benzophenon und Hydroxylaminhydrochlorid in Gegenwart von Natriumhydroxid hergestellt werden. Die Reaktion unterliegt einem Gleichgewicht, nur bei höherem pH-Wert entsteht bevorzugt das Oxim. Im Sauren wird die Verbindung dagegen leicht wieder hydrolysiert.

## Eigenschaften
Benzophenonoxim kristallisiert im monoklinen Kristallsystem mit den Gitterparametern a = 9,459 Å; b = 8,383 Å, c = 26,690 Å und β = 92,807°.

## Reaktionen
Benzophenonoxim eignet sich als Reagenz zur Herstellung von Alkylchloriden aus Carbonsäuren. Die Carbonsäuren werden zunächst zum Oxim-Ester umgesetzt und dann bestrahlt. In einer radikalischen Reaktion wird die N-O-Bindung homolytisch gespalten und dann Kohlenstoffdioxid freigesetzt. Das Chloratom stammt aus dem Lösungsmittel Tetrachlormethan. Durch Reaktion mit Carbonsäurechloriden (beispielsweise Benzoylchlorid) in Gegenwart von Pyridin können aus Benzophenonoxim Oxim-Ester hergestellt werden. Durch Deprotonierung mit Natriumhydrid und Umsetzung mit Alkylchloriden können Oxim-Ether hergestellt werden. Durch Reaktion mit Singulett-Sauerstoff führt zur Oxidation, die Benzophenon und salpetrige Säure als Produkte ergibt.